# Conseil de la vallée Huon
Le Conseil de la vallée Huon  est une zone d'administration locale au sud de la Tasmanie en Australie. Il comprend la ville de Huonville sur la Huon River et quelques petites villes environnantes et surtout beaucoup de zones protégées et de forêts.
Le conseil résulte de la fusion en 1993 des municipalités d'Esperance, Huon et Port Cygnet. L'Île Macquarie fait partie du conseil.
Elle comprend les villes de :
- Cygnet,
- Dover,
- Franklin,
- Geeveston et
- Huonville.